# Stará Voda (Gelnica)
Stará Voda (deutsch Altwasser, ungarisch Óvíz) ist eine Gemeinde im Osten der Slowakei mit 182 Einwohnern (Stand 31. Dezember 2024), die zum Okres Gelnica, einem Kreis des Košický kraj gehört und zur traditionellen Landschaft Zips gezählt wird.

## Geographie

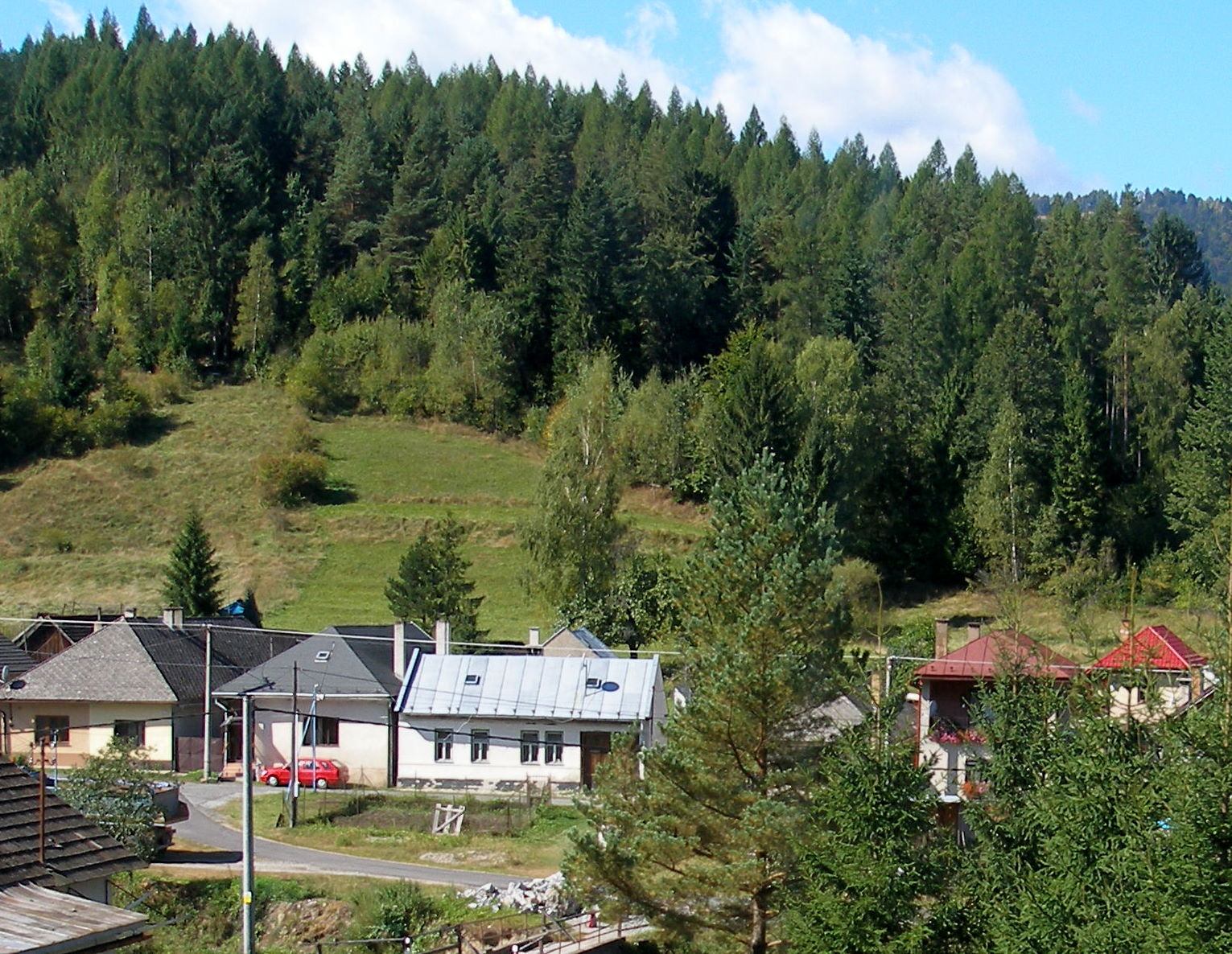
Blick auf den Ort und Umgebung

Die Gemeinde befindet sich auf einer kleinen Terrasse im nordöstlichen Teil des Slowakischen Erzgebirges, genauer im Unterteil Volovské vrchy, im Tal des Baches Stará voda, einem Nebenfluss von Hnilec. Das Ortszentrum liegt auf einer Höhe von 550 m n.m. und ist 28 Straßenkilometer von Gelnica sowie 30 Straßenkilometer von Spišská Nová Ves entfernt.

## Geschichte

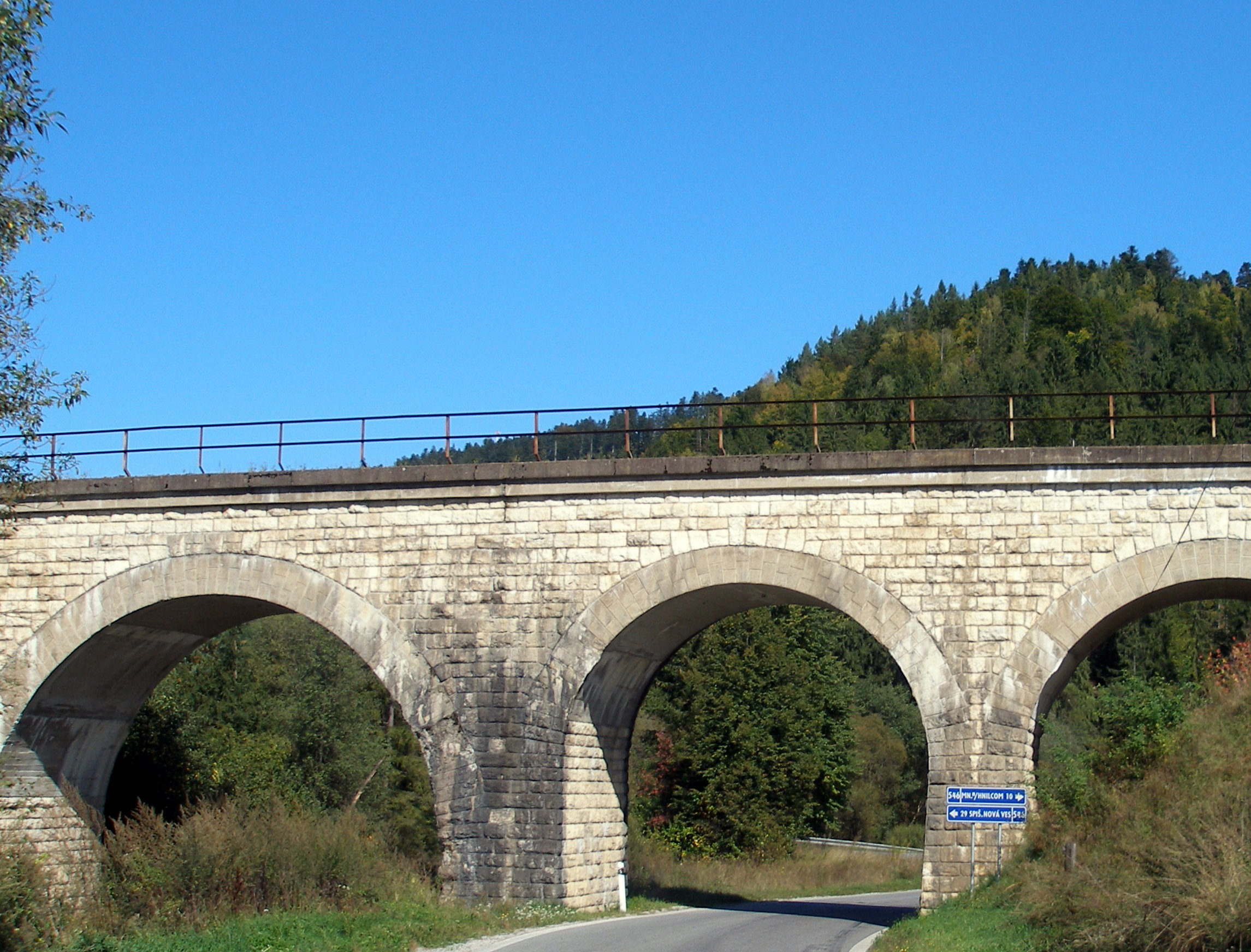
Eisenbahnviadukt der Bahnstrecke Margecany–Červená Skala am unteren Ende der Gemeinde

Im Gegensatz zu anderen Orten in der Gegend entstand Stará Voda relativ spät und zwar als eine Bergsiedlung neben einem Hammerwerk im 18. Jahrhundert und gehörte damals zum Kammer-Herrschaftsgut von Smolník. 1828 sind 61 Häuser und 585 Einwohner verzeichnet. Neben Bergbau und Forstwirtschaft war bis zum Anfang des 20. Jahrhunderts auch Nagelherstellung verbreitet.

## Bevölkerung
| Jahr                | 1994 | 2004    | 2014    | 2024     |
| ------------------- | ---- | ------- | ------- | -------- |
| Anzahl der Personen | 229  | 240     | 219     | 182      |
| Unterschied         |      | +4,80 % | −8,75 % | −16,89 % |

| Jahr                | 2023 | 2024    |
| ------------------- | ---- | ------- |
| Anzahl der Personen | 186  | 182     |
| Unterschied         |      | −2,15 % |

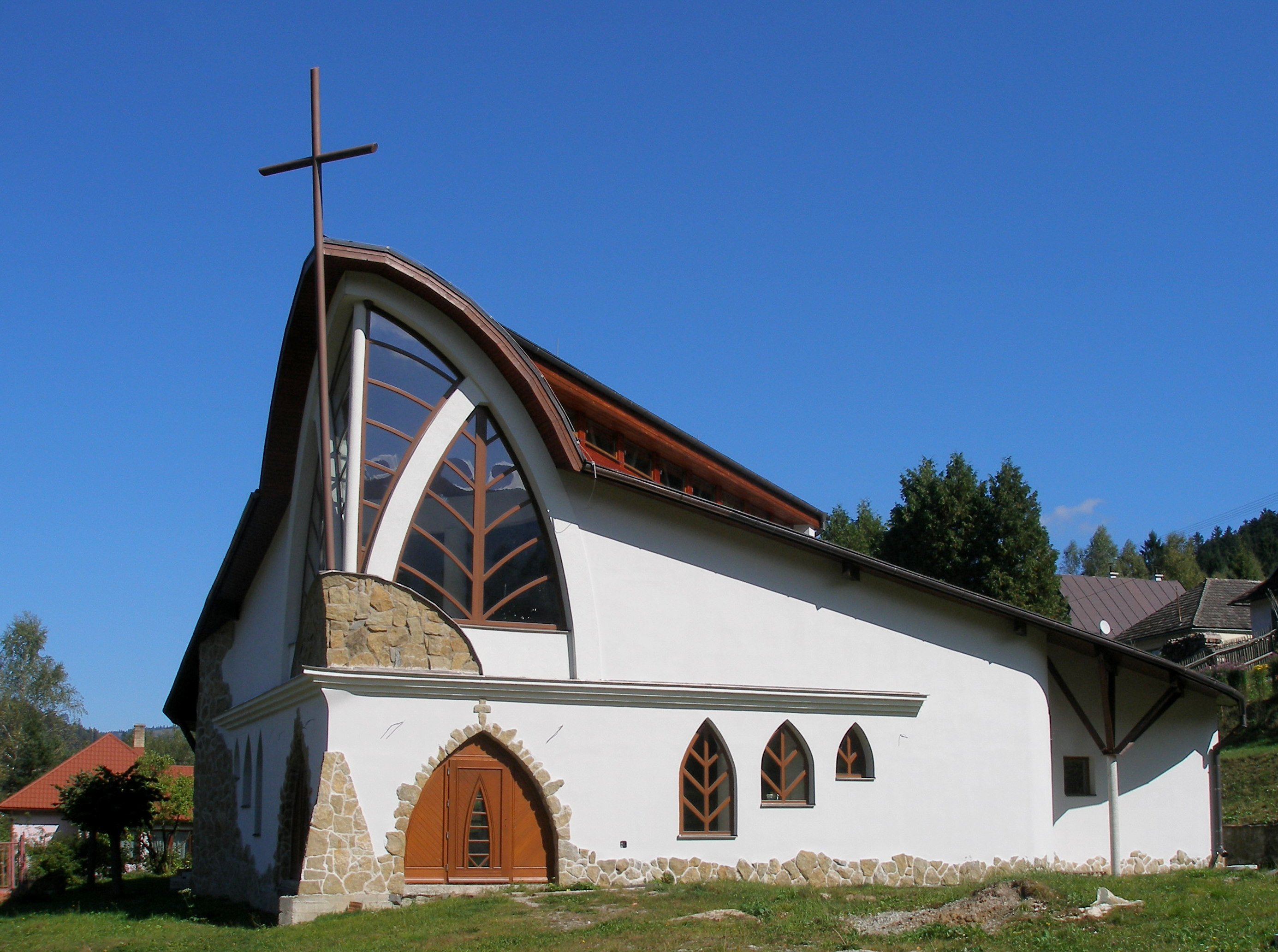
Örtliche Kirche

Ergebnisse nach der Volkszählung 2001 (233 Einwohner):
| Nach Ethnie: - 99,57 % Slowaken - 0,43 % Tschechen | Nach Konfession: - 93,13 % römisch-katholisch - 3,86 % konfessionslos |